# Піски льодовикові
Піски льодовикові (рос. пески ледниковые; англ. glacial sands; нім. glaziale Sande m pl) — піски слабо обкатані, погано відсортовані, часто не відмиті від глинисто-мулистих домішок. Розмір зерен варіюється від грубозернистого до глинистих фракцій.
Льодовикові піски виникали протягом ряду геологічних епох і сьогодні входять до складу піску шельфових осадів, пісків річок, озер тощо.